# Andreas Menke
Andreas Menke (* 1977 in Bruchsal) ist ein deutscher Psychiater, Professor und Autor. Seit 2020 ist er Ärztlicher Direktor und Chefarzt des Medical Park Chiemseeblick, einer Klinik für Psychosomatische Medizin und Psychotherapie in Bernau am Chiemsee. Darüber hinaus ist der Gründer und Vorstand des Chiemseer Bündnis gegen Depression e.V. und Professor an der Klinik für Psychiatrie und Psychotherapie der Ludwig-Maximilians-Universität München.

## Leben und Arbeit
Andreas Menke studierte von 1997 bis 2004 Medizin an der Ruprecht-Karls-Universität Heidelberg. Im Rahmen seines Studiums absolvierte er Auslandsaufenthalte am University College London (UCL) Queen Square Institute of Neurology sowie des National Hospital for Neurology and Neurosurgery in London, UK und am Cottage Hospital in Santa Barbara, USA.
Von 2004 bis 2005 arbeitete er als Assistenzarzt an der Neurochirurgischen Klinik des Universitätsklinikums Freiburg und wechselte 2005 an das Max-Planck-Institute für Psychiatrie in München. In der Arbeitsgruppe zunächst bei Florian Holsboer, und danach bei Elisabeth Binder untersuchte er die genetischen Grundlagen und die hormonelle Funktion des Stress-Hormon-Systems bei Depression und absolvierte begleitend seine Facharztausbildung zum Facharzt für Psychiatrie und Psychotherapie.
2014 wechselte er als Oberarzt an die Klinik für Psychiatrie, Psychosomatik und Psychotherapie des Universitätsklinikums Würzburg und gründete die Arbeitsgruppe für Personalisierte Therapie affektiver Störungen. Von 2014 bis 2020 war er der Sprecher des Würzburger Bündnisses gegen Depression, von 2017 bis 2020 stellvertretender Leiter des Speziallabors für Therapeutisches Drug Monitoring, und von 2018 bis 2020 der leitende Oberarzt der Klinik für Psychiatrie, Psychosomatik und Psychotherapie des Universitätsklinikums Würzburg.
2020 übernahm er die ärztliche Leitung des Medical Park Chiemseeblicks, Klinik für Psychosomatische Medizin und Psychotherapie, und gründete das Chiemseer Bündnis gegen Depression e.V. Im Jahr 2022 wurde Andreas Menke zum außerplanmäßigen Professor an der Ludwig-Maximilians-Universität München ernannt.
Die klinischen und wissenschaftliche Schwerpunkte von Andreas Menke sind Stress, Depression, Bipolare Störung und ADHS sowie die personalisierte Medizin. Seine Arbeit wird reflektiert durch zahlreiche Fachartikel, der Veröffentlichung seines Buchs „Depression – wissen, was hilft“ im PIPER Verlage sowie der Nennung als Top-Experte in der FOCUS Ärzteliste für Depression und ADHS. Er ist Leiter des Referats Biomarker und Psychopharmakotherapie der Deutschen Gesellschaft für Biologische Psychiatrie, sowie Mitglied zahlreicher Fachgesellschaften, u. a. der Deutschen Gesellschaft für Psychiatrie und Psychotherapie, Psychosomatik und Nervenheilkunde (DGPPN), der Deutschen Gesellschaft für Bipolare Störungen (DGBS), der Society of Biological Psychiatry (SOBP), des European College of Neuropsychopharmacology (ECNP), der Arbeitsgemeinschaft für Neuropsychopharmakologie und Pharmakopsychiatrie (AGNP), sowie Mitglied der Therapeutischen Drug Monitoring (TDM) Arbeitsgruppe.

## Artikel in Fachzeitschriften (Auswahl)
- Menke (2024) The HPA Axis as Target for Depression. Curr Neuropharmacol: 22(5):904-915.[14]
- Menke (2018) Precision Pharmacotherapy: Psychiatry’s Future Direction in Preventing, Diagnosing and Treating Mental Disorders. Pharmacogenomics and Personalized Medicine; 11:211-222.
- Leistner, Menke (2018) How to measure glucocorticoid receptor's sensitivity in patients with stress-related psychiatric disorders. Psychoneuroendocrinology, 91: 235-260.
- Menke, Binder; “Epigenetic alterations in depression and antidepressant treatment”. (2014) Dialogues in Clinical Neuroscience, 16: 395-404.
- Menke, Nitschke, Hellmuth, Helmel, Wurst, Stonawski, Blickle, Weiß, Weber, Hommers, Domschke, Deckert (2021) Stress impairs response to antidepressants via HPA axis and immune system activation. Brain Behav & Immunity, 93:132-140.
- Menke, Arloth, Pütz, Weber, Klengel, Mehta, Gonik, Rex-Haffner, Rubel, Uhr, Lucae, Deussing, Müller-Myhsok, Holsboer, Binder; “Dexamethasone stimulated gene expression in peripheral blood is a sensitive marker for glucocorticoid receptor resistance in depressed patients”. (2012) Neuropsychopharmacology, 37(6):1455-64.